# John Akii-Bua
John Akii-Bua (3. prosince 1949 Lira – 20. června 1997 Kampala) byl ugandský atlet, olympijský vítěz v běhu na 400 metrů překážek z roku 1972, první olympijský vítěz v historii Ugandy.

## Život
Pocházel z početné rodiny, jeho otec měl 43 dětí s osmi různými ženami. Na začátku své sportovní kariéry se zaměřil na 110 metrů překážek, později po doporučení trenéra Malcolma Arnolda se jeho hlavní disciplínou stal běh na 400 metrů překážek. V roce 1970 na Hrách Commonwealthu obsadil v této disciplíně 4. místo.
Na olympiádě v Mnichově v roce 1972 nepatřil k favoritům. Ve finále běhu na 400 metrů překážek měl sice vylosovanou nevýhodnou první dráhu, zvítězil však v novém světovém rekordu časem 47,82. Byl to první světový rekord na této trati pod 48 sekund. Na další olympiádě v Montrealu v roce 1976 nestartoval vzhledem k bojkotu afrických zemí. Zúčastnil se olympiády v Moskvě v roce 1980, kde vypadl v semifinále běhu na 400 metrů překážek.
Jako policejní důstojník byl povýšen a od tehdejšího diktátora Idi Amina obdržel rodinný dům. Po pádu Amina v roce 1979 uprchl s rodinou do Keni a žil zde v utečenckých táborech. Odtud se dostal díky iniciativě firmy Puma. Odcestoval do Německa a pracoval zde pro tuto společnost několik let. V roce 1983 se vrátil do Ugandy, kde zemřel jako vdovec v roce 1997.